# شاندونگ
شان‌دونگ (نیز شاندونگ) (به چینی: 山東)، (به انگلیسی: Shandong) یکی از استان‌های کشور چین است. این استان در شرق این کشور قرار گرفته‌است و مرکز آن شهر جینان است.

## جمعیت
جمعیت آن بالغ بر ۹۲ میلیون نفر است.

## مساحت
مساحت این استان برابر ۱۵۶٬۷۰۰ کیلومتر مربع است.

## پیوندها
- وبگاه دولتی شان دونگ